# The Vicious
The Vicious var en svensk punkgrupp från Umeå som bildades av Robert Pettersson och André Sandström. 
Bandet gav bland annat ut skivor på Ny våg Records, men splittrades 2007.
Sara, Robert och Erik gick vidare till Masshysteri.

## Medlemmar
- Robert Hurula Pettersson - Sång
- André Sandström - Trummor
- Sara Almgren - Gitarr
- Erik Viklund - Bas
- Andreas Johansson - Bas

## Diskografi
- Suicidal Generation 7"
- The Vicious 12"
- Obsessive  7"
- Alienated (2006)
- Igen  7" (2007)

## Relaterade grupper
- Masshysteri
- DS-13
- The (International) Noise Conspiracy
- Invasionen
- Sahara Hotnights
- Marit Bergman